# 塘厦线路所
塘厦线路所是位于广东省东莞市樟木头镇与塘厦镇边界的一个线路所，用于连接京港高速铁路与广深铁路。线路所开通于2021年，隶属中国铁路广州局集团，仅用于列车转线，不对外办理客货运业务。

## 概况

### 站场设施
塘厦线路所位于广深铁路Ⅰ、Ⅱ线樟木头站与平湖站之间，共包含6组道岔（包括安全线），其中3组位于北侧（2组正线道岔，1组安全线道岔），3组位于南侧（2组正线道岔，1组安全线道岔），两区域相距约2.4千米。北侧道岔（位于22°51′53″N 114°4′44″E / 22.86472°N 114.07889°E处）侧向引出莞塘广联络线，并向西折连接东莞南站京港高铁下行方向，该联络线使深圳北站亦可停靠运行于广深线的列车；南侧道岔（位于22°50′37″N 114°5′3″E / 22.84361°N 114.08417°E处）侧向汇入自东面东莞南站京港高铁上行方向引出的莞塘深联络线，该联络线使运行于京港高铁的列车也可以进入广深线深圳站办客。

### 历史
- 2021年9月25日，线路拨接，线路所正式启用[2]
- 2021年12月10日，线路所引出的联络线随赣深高铁（该线已被整合成为京港高铁）开通而启用